# Черне-Езеро (памятник природы)
Че́рне-Езеро (чеш. Černé jezero) — памятник природы на северо-востоке Чехии, располагается в районе Есеник Оломоуцкого края. Учрежден в 2001 году для охраны карпатского тритона и уникальной среды его обитания. Находится в ведении Агентства охраны природы и ландшафта Чешской Республики.
Площадь в 5,3639 га, занимаемая памятником природы, охватывает два небольших озера в верховьях ручья Черни-Поток и прилегающую к ним местность.